# Stereodon ericetorum
Stereodon ericetorum là một loài Rêu trong họ Hypnaceae. Loài này được (Schimp.) Loeske miêu tả khoa học đầu tiên năm 1907.